# مسجد الشرطة (الدراسة)
مسجد الشرطة بالدراسة هو أحد مساجد القاهرة الشهيرة, يتكون المسجد من مصلى كبير توجد تحته أربع قاعات للمناسبات تتسع أكبرها لعدد يتراوح بين 300 إلى 350 فرد. أما القاعات الثلاث الأصغر فتتسع لما بين 180 إلى 200 فرد. اقترن اسم المسجد بعزاء وجنازات الشخصيات الشهيرة في مصر, كما تستخدم دور المناسبات الخاصة به على نطاق واسع لجلسات عقد القران. كما أنشئ على غراره مسجد الشرطة بالشيخ زايد.